# Saussignac
Pour l’article homonyme, voir saussignac (AOC).
Saussignac est une commune française située dans le département de la Dordogne, en région Nouvelle-Aquitaine, réputée pour son AOC saussignac.

## Géographie

### Généralités
Commune située dans l'aire d'attraction de Bergerac.

### Communes limitrophes
Saussignac est limitrophe de quatre autres communes.
|                     | Gardonne   |                    |
| Razac-de-Saussignac | Saussignac | Gageac-et-Rouillac |
|                     | Monestier  |                    |

### Géologie et relief

#### Géologie
Situé sur la plaque nord du Bassin aquitain et bordé à son extrémité nord-est par une frange du Massif central, le département de la Dordogne présente une grande diversité géologique. Les terrains sont disposés en profondeur en strates régulières, témoins d'une sédimentation sur cette ancienne plate-forme marine. Le département peut ainsi être découpé sur le plan géologique en quatre gradins différenciés selon leur âge géologique. Saussignac est située dans le quatrième gradin à partir du nord-est, un plateau formé de dépôts siliceux-gréseux et de calcaires lacustres de l'ère tertiaire.
Les couches affleurantes sur le territoire communal sont constituées de formations superficielles du Quaternaire et de roches sédimentaires datant du Cénozoïque. La formation la plus ancienne, notée e6-7, se compose d'argiles à Palaeotherium, des argiles carbonatées silteuses versicolores à niveaux sableux (Bartonien supérieur à Priabonien inférieur continental). La formation la plus récente, notée CFp, fait partie des formations superficielles de type colluvions indifférenciées de versant, de vallon et plateaux issues d'alluvions, molasses, altérites. Le descriptif de ces couches est détaillé dans  les feuilles « no 805 - Sainte-Foy-la-Grande » et « no 829 - Duras » de la carte géologique au 1/50 000 de la France métropolitaine, et leurs notices associées,.

Carte géologique de Saussignac.

#### Relief et paysages
Le département de la Dordogne se présente comme un vaste plateau incliné du nord-est (491 m, à la forêt de Vieillecour dans le Nontronnais, à Saint-Pierre-de-Frugie) au sud-ouest (2 m à Lamothe-Montravel). L'altitude du territoire communal varie quant à elle entre 30 mètres et 151 mètres,.
Dans le cadre de la Convention européenne du paysage entrée en vigueur en France le 1er juillet 2006, renforcée par la loi du 8 août 2016 pour la reconquête de la biodiversité, de la nature et des paysages, un atlas des paysages de la Dordogne a été élaboré sous maîtrise d’ouvrage de l’État et publié en octobre 2020. Les paysages du département s'organisent en huit unités paysagères,. La commune est dans le Bergeracois, une région naturelle présentant un relief contrasté, avec les deux grandes vallées de la Dordogne et du Dropt séparées par un plateau plus ou moins vallonné, dont la pente générale s’incline doucement d’est en ouest. Ce territoire offre des paysages ouverts qui tranchent avec les paysages périgourdins. Il est composé de vignes, vergers et cultures,.
La superficie cadastrale de la commune publiée par l'Insee, qui sert de référence dans toutes les statistiques, est de 8,97 km2,,. La superficie géographique, issue de la BD Topo, composante du Référentiel à grande échelle produit par l'IGN, est quant à elle de 8,98 km2.

### Hydrographie

#### Réseau hydrographique

Réseaux hydrographique et routier de Saussignac.

La commune est située dans le bassin de la Dordogne au sein du Bassin Adour-Garonne. Elle est drainée par le Moiron, le ruisseau des Gouttes et le ruisseau de la Malaise, qui constituent un réseau hydrographique de 13 km de longueur totale,.
Le Moiron, d'une longueur totale de 14,1 km, prend sa source en Dordogne, dans la commune de Saussignac et se jette en rive droite du Seignal en Gironde, à Saint-Avit-Saint-Nazaire, face à Pineuilh,. Il arrose la commune à l'est et au nord sur trois kilomètres, dont plus de deux kilomètres servant de limite naturelle en plusieurs tronçons, face à Gageac-et-Rouillac et Gardonne.
Affluent de rive gauche du Moiron, le ruisseau des Gouttes, ou le Marmont dans sa partie amont, borde le territoire communal au nord-ouest sur plus de deux kilomètres face à Razac-de-Saussignac.
Affluent de rive droite du Seignal, le ruisseau de la Malaise marque la limite territoriale au sud sur un kilomètre et demi face à Monestier.

#### Gestion et qualité des eaux
Le territoire communal est couvert par le schéma d'aménagement et de gestion des eaux (SAGE) « Dordogne Atlantique ». Ce document de planification, dont le territoire correspond au sous‐bassin le plus aval du bassin versant de la Dordogne (aval de la confluence Dordogne - Vézère)., d'une superficie de 2 700 km2 est en cours d'élaboration. La structure porteuse de l'élaboration et de la mise en œuvre est l'établissement public territorial de bassin de la Dordogne (EPIDOR). Il définit sur son territoire les objectifs généraux d’utilisation, de mise en valeur et de protection quantitative et qualitative des ressources en eau superficielle et souterraine, en respect des objectifs de qualité définis dans le troisième SDAGE  du Bassin Adour-Garonne qui couvre la période 2022-2027, approuvé le 10 mars 2022.
La qualité des eaux de baignade et des cours d’eau peut être consultée sur un site dédié géré par les agences de l’eau et l’Agence française pour la biodiversité.

### Climat
Pour des articles plus généraux, voir Climat de la Nouvelle-Aquitaine et Climat de la Dordogne.
Historiquement, la commune est exposée à un climat océanique aquitain.  
En 2020, Météo-France publie une typologie des climats de la France métropolitaine dans laquelle la commune est exposée à un climat océanique et est dans la région climatique  Aquitaine, Gascogne, caractérisée par une pluviométrie abondante au printemps, modérée en automne, un faible ensoleillement au printemps, un été chaud (19,5 °C), des vents faibles, des brouillards fréquents en automne et en hiver et des orages fréquents en été (15 à 20 jours).
Pour la période 1971-2000, la température annuelle moyenne est de 12,9 °C, avec  une amplitude thermique annuelle de 15,1 °C. Le cumul annuel moyen de précipitations est de 819 mm, avec 10,8 jours de précipitations en janvier et 6,4 jours en juillet. Pour la période 1991-2020, la température moyenne annuelle observée sur la station météorologique la plus proche, située sur la commune de Port-Sainte-Foy-et-Ponchapt à 10 km à vol d'oiseau, est de 13,8 °C et le cumul annuel moyen de précipitations est de 809,4 mm,. Pour l'avenir, les paramètres climatiques de la commune estimés pour 2050 selon différents scénarios d’émission de gaz à effet de serre sont consultables sur un site dédié publié par Météo-France en novembre 2022.

## Urbanisme

### Typologie
Au 1er janvier 2024, Saussignac est catégorisée commune rurale à habitat dispersé, selon la nouvelle grille communale de densité à 7 niveaux définie par l'Insee en 2022.
Elle est située hors unité urbaine. Par ailleurs la commune fait partie de l'aire d'attraction de Bergerac, dont elle est une commune de la couronne,. Cette aire, qui regroupe 73 communes, est catégorisée dans les aires de 50 000 à moins de 200 000 habitants,.

### Occupation des sols
L'occupation des sols de la commune, telle qu'elle ressort de la base de données européenne d’occupation biophysique des sols Corine Land Cover (CLC), est marquée par l'importance des territoires agricoles (96,1 % en 2018), une proportion sensiblement équivalente à celle de 1990 (96,4 %). La répartition détaillée en 2018 est la suivante : 
cultures permanentes (66,4 %), zones agricoles hétérogènes (14,1 %), terres arables (9,7 %), prairies (5,9 %), zones urbanisées (3 %), forêts (0,9 %). L'évolution de l’occupation des sols de la commune et de ses infrastructures peut être observée sur les différentes représentations cartographiques du territoire : la carte de Cassini (XVIIIe siècle), la carte d'état-major (1820-1866) et les cartes ou photos aériennes de l'IGN pour la période actuelle (1950 à aujourd'hui).

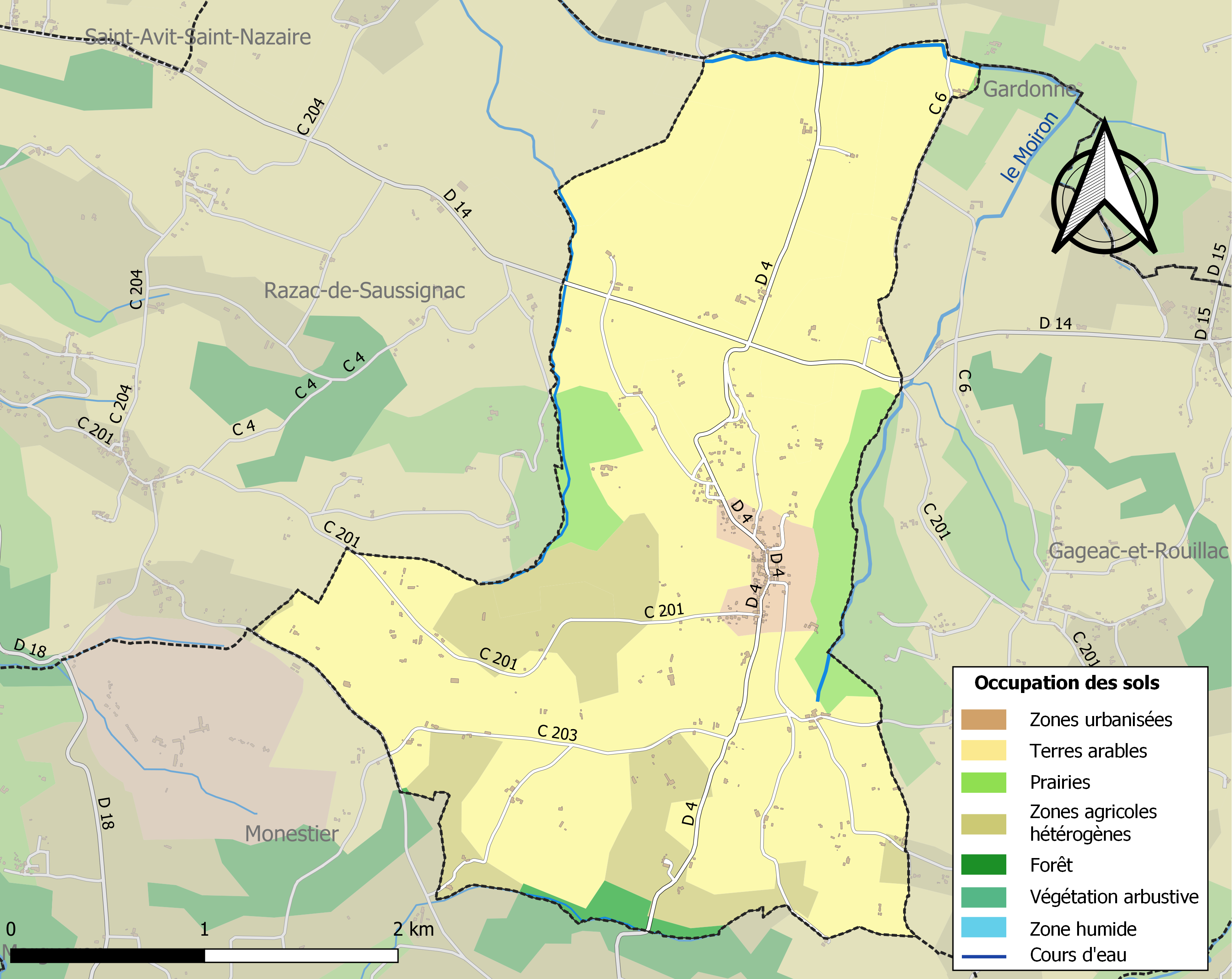
Carte des infrastructures et de l'occupation des sols de la commune en 2018 (CLC).

### Prévention des risques
Le territoire de la commune de Saussignac est vulnérable à différents aléas naturels : météorologiques (tempête, orage, neige, grand froid, canicule ou sécheresse), feux de forêts, mouvements de terrains et séisme (sismicité très faible). Un site publié par le BRGM permet d'évaluer simplement et rapidement les risques d'un bien localisé soit par son adresse soit par le numéro de sa parcelle.
Saussignac est exposée au risque de feu de forêt. L’arrêté préfectoral du 14 mars 2013 fixe les conditions de pratique des incinérations et de brûlage dans un objectif de réduire le risque de départs d’incendie. À ce titre, des périodes sont déterminées : interdiction totale du 15 février au 15 mai et du 15 juin au 15 octobre, utilisation réglementée du 16 mai au 14 juin et du 16 octobre au 14 février. En septembre 2020, un plan inter-départemental de protection des forêts contre les incendies (PidPFCI) a été adopté pour la période 2019-2029,.

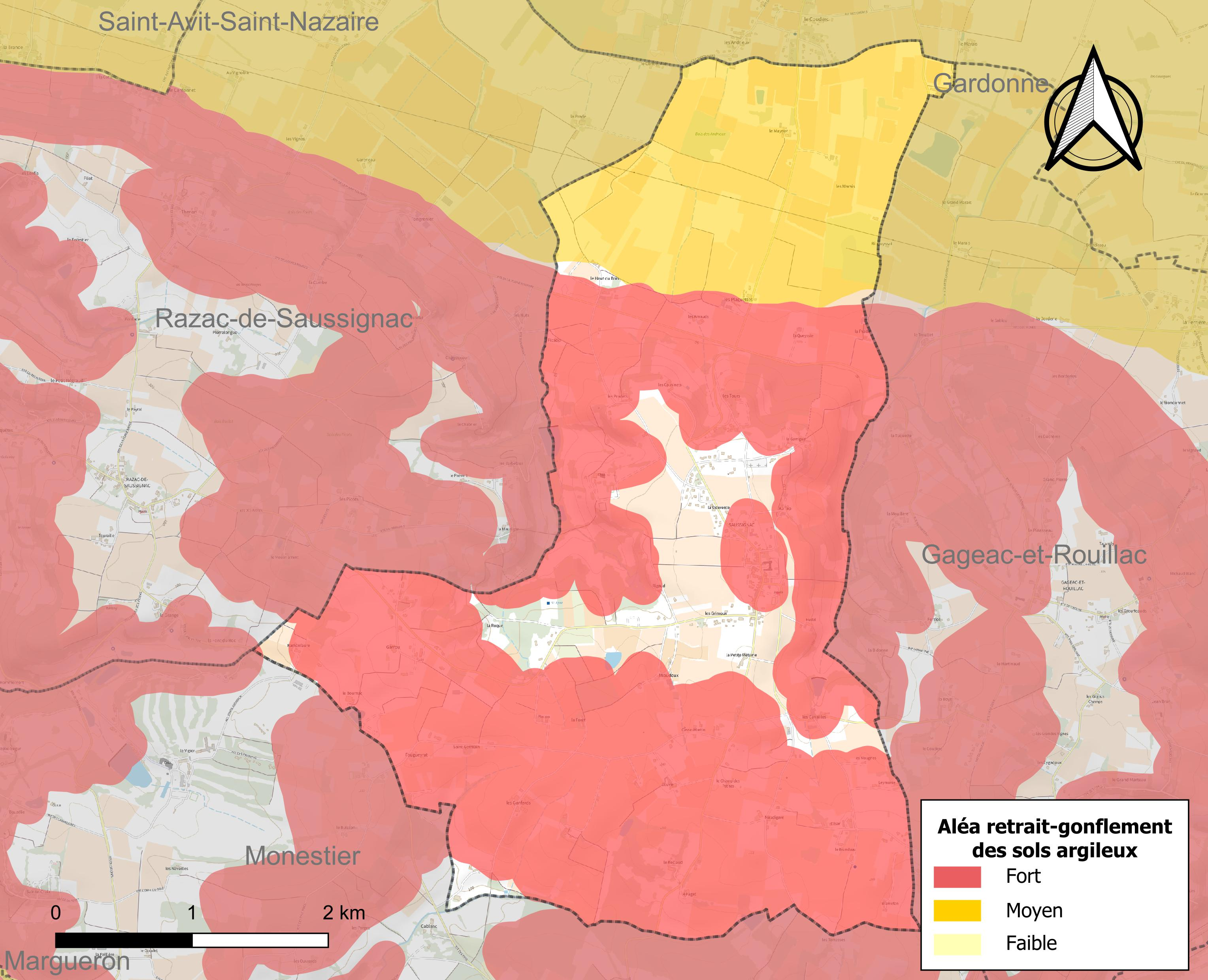
Carte des zones d'aléa retrait-gonflement des sols argileux de Saussignac.

Les mouvements de terrains susceptibles de se produire sur la commune sont des tassements différentiels. Le retrait-gonflement des sols argileux est susceptible d'engendrer des dommages importants aux bâtiments en cas d’alternance de périodes de sécheresse et de pluie. 87,1 % de la superficie communale est en aléa moyen ou fort (58,6 % au niveau départemental et 48,5 % au niveau national métropolitain). Depuis le 1er octobre 2020, en application de la loi ÉLAN, différentes contraintes s'imposent aux vendeurs, maîtres d'ouvrages ou constructeurs de biens situés dans une zone classée en aléa moyen ou fort,.
La commune a été reconnue en état de catastrophe naturelle au titre des dommages causés par les inondations et coulées de boue survenues en 1982, 1993, 1999 et 2010, par la sécheresse en 1989 et 2011 et par des mouvements de terrain en 1999.

## Toponymie
En occitan, la commune porte le nom de Saussinhac ou Saucinhac.
Sur la planète Mars, en février 2021, l'une des cibles d'analyses poussées effectuées sur un affleurement rocheux par l'astromobile Curiosity de la NASA, est baptisée d'après la commune.

## Histoire
Parmi les seigneurs de Saussignac figure, à la fin du XVe siècle Bertrand d'Estissac, frère de Geoffroy, l'illustre protecteur de Rabelais.
De  1794 à 1836, la commune de Razac-de-Saussignac a été intégrée à celle de Saussignac à la suite d'une fusion.
Le 2 septembre 2004, sur la commune, deux inspecteurs du travail ont été abattus par un agriculteur.

## Politique et administration

### Intercommunalité
Fin 2003, Saussignac intègre dès sa création la communauté de communes des Coteaux de Sigoulès. Celle-ci fusionne avec l'ancienne communauté d'agglomération bergeracoise au 1er janvier 2017 pour former la nouvelle communauté d'agglomération bergeracoise.

### Administration municipale
La population de la commune étant comprise entre 100 et 499 habitants au recensement de 2017, onze conseillers municipaux ont été élus en 2020,.

### Liste des maires
| Période                                  | Période      | Identité          | Étiquette | Qualité                                    |
| ---------------------------------------- | ------------ | ----------------- | --------- | ------------------------------------------ |
| Les données manquantes sont à compléter. |              |                   |           |                                            |
|                                          |              |                   |           |                                            |
| avant 1981                               | ?            | Gaston Géraud     | DVG       |                                            |
|                                          |              |                   |           |                                            |
| 1995                                     | mars 2008    | Serge Mornac      |           |                                            |
| mars 2008                                | juillet 2024 | Daniel Rabat      | DVG       | Notaire                                    |
| juillet 2024                             | octobre 2024 | Philippe Grégoire |           | Premier adjoint faisant fonctions de maire |
| octobre 2024                             | En cours     | Philippe Grégoire |           |                                            |

### Jumelages
- Ottrott (France) depuis le 24 août 1991

## Équipements et services publics

### Enseignement
À la rentrée de septembre 2024, la commune de Saussignac est organisée en regroupement pédagogique intercommunal (RPI) avec celles de Gageac-et-Rouillac, Monestier et Razac-de-Saussignac au niveau des classes de primaire :
- Monestier accueille les enfants d'école maternelle en petite section et en moyenne section ;
- Saussignac s'occupe de la grande section de maternelle, du cours préparatoire et du cours élémentaire 1re année ;
- Gageac complète le dispositif en accueillant les enfants en cours élémentaire 2e année, cours moyen 1re année et cours moyen 2e année.
- Razac-de-Saussignac n'a plus d'école depuis 2015[50].

### Justice
En 2023, dans le domaine judiciaire, Saussignac relève : 
- du tribunal judiciaire, du tribunal pour enfants, du conseil de prud'hommes et du tribunal de commerce de Bergerac ;
- du pôle Nationalité du tribunal judiciaire de Périgueux (compétent uniquement dans le domaine de la nationalité) ;
- de la cour d'appel, du tribunal administratif et de la  cour administrative d'appel de Bordeaux.

## Population et société

### Démographie
L'évolution du nombre d'habitants est connue à travers les recensements de la population effectués dans la commune depuis 1793. Pour les communes de moins de 10 000 habitants, une enquête de recensement portant sur toute la population est réalisée tous les cinq ans, les populations de référence des années intermédiaires étant quant à elles estimées par interpolation ou extrapolation. Pour la commune, le premier recensement exhaustif entrant dans le cadre du nouveau dispositif a été réalisé en 2007.

En 2022, la commune comptait 412 habitants, en évolution de −3,96 % par rapport à 2016 (Dordogne : +0,37 %, France hors Mayotte : +2,11 %).
| 1793  | 1800 | 1806  | 1821  | 1831  | 1836 | 1841 | 1846 | 1851 |
| ----- | ---- | ----- | ----- | ----- | ---- | ---- | ---- | ---- |
| 1 180 | 473  | 1 350 | 1 368 | 1 110 | 519  | 521  | 494  | 518  |

| 1856 | 1861 | 1866 | 1872 | 1876 | 1881 | 1886 | 1891 | 1896 |
| ---- | ---- | ---- | ---- | ---- | ---- | ---- | ---- | ---- |
| 516  | 502  | 500  | 493  | 471  | 487  | 426  | 393  | 434  |

| 1901 | 1906 | 1911 | 1921 | 1926 | 1931 | 1936 | 1946 | 1954 |
| ---- | ---- | ---- | ---- | ---- | ---- | ---- | ---- | ---- |
| 446  | 422  | 409  | 408  | 420  | 440  | 444  | 478  | 418  |

| 1962 | 1968 | 1975 | 1982 | 1990 | 1999 | 2006 | 2007 | 2012 |
| ---- | ---- | ---- | ---- | ---- | ---- | ---- | ---- | ---- |
| 451  | 476  | 432  | 399  | 378  | 411  | 409  | 409  | 427  |

| 2017 | 2022 | - | - | - | - | - | - | - |
| ---- | ---- | - | - | - | - | - | - | - |
| 428  | 412  | - | - | - | - | - | - | - |

#### Remarque
L'effondrement démographique constaté en 1836 (chute de 53 % de la population par rapport au recensement de 1831) correspond à la scission de la commune de Razac-de-Saussignac.

### Manifestations culturelles et festivités
- En été, le festival des Ploucs, créé à la fin des années 1990 et organisé à tour de rôle par les communes de Gageac-et-Rouillac, Monestier, Razac-de-Saussignac et Saussignac, présente sur deux jours des spectacles et concerts[55]. En 2023, la 26e édition qui s'est tenue à Saussignac a réuni plus de 2 500 festivaliers[56]. L'édition 2024 s'est tenue à Razac-de-Saussignac[57]. En 2025, la 28e édition a attiré 2 700 spectateurs à Gagdeac-et-Rouillac[58].

## Économie

### Emploi
En 2015, parmi la population communale comprise entre 15 et 64 ans, les actifs représentent 194 personnes, soit 45,1 % de la population municipale. Le nombre de chômeurs (quatorze) a diminué par rapport à 2010 (dix-huit) et le taux de chômage de cette population active s'établit à 7,3 %.

### Établissements
Au 31 décembre 2015, la commune compte 58 établissements, dont 25 au niveau des commerces, transports ou services, 21 dans l'agriculture, la sylviculture ou la pêche, sept dans la construction, et cinq relatifs au secteur administratif, à l'enseignement, à la santé ou à l'action sociale.

## Culture locale et patrimoine

### Lieux et monuments
- Église Saint-Martin[62].
- Château de Fayolles du XVIIe siècle sur des vestiges datant du XIVe siècle (partiellement détruit en 1345)[63].
- Château de Lanvège des XIIIe et XVe siècles. Pris par les Anglais au XIVe siècle, le château a été fortement endommagé par les Allemands en 1944[64].
- Château de Saussignac du XVIIe siècle[65].

### Héraldique
| Blason de Saussignac | Blason  | Écartelé : au 1er de pourpre à la grappe de raisin d'or tigée et feuillée de sinople, aux 2e et 3e palé d'argent et d'azur, au 4e de pourpre au lion couronné d'or, lampassé de gueules. |
| Blason de Saussignac | Détails | Le statut officiel du blason reste à déterminer. |

## Pour approfondir